# گوشچی (داغستان)
گوشچی (به لاتین: Gushchi) یک منطقهٔ مسکونی در روسیه است که در شهرستان لاکسکی واقع شده‌است.